# Wilson de Souza Mendonça
Wilson de Souza Mendonça, né le 18 juin 1964, est un ancien arbitre brésilien de football qui officia de 1994 à 2007. 

## Carrière
Il a officié dans des compétitions majeures : 
- Coupe du monde de football des moins de 17 ans 1997 (2 matchs)
- Gold Cup 1998 (1 match)
- Copa América 1999 (2 matchs)
- Copa Mercosur 1999 (finale aller)
- Coupe du monde de football des moins de 20 ans 2001 (3 matchs)
- Coupe du monde de football des moins de 20 ans 2003 (5 matchs)